# دایره بزرگ
تعریف دایرهٔ بزرگ یا دایرهٔ عظیمه:

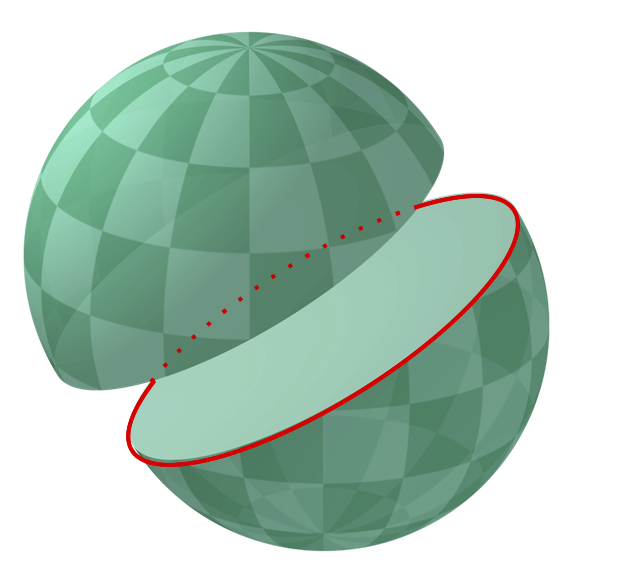

اگر یک کرهٔ هندسی را با صفحه‌ای که از مرکز آن عبور می‌کند قطع کنیم، فصل مشترک صفحه با سطح کره بزرگ‌ترین دایره‌ای است که می‌توان بر روی آن کره رسم نمود. این دایره را دایرهٔ عظیمه می‌گویند.